# ROCS Cheng Kung
Le ROCS Cheng Kung (en chinois traditionnel : 成功 ; pinyin : Chéng Gōng) est une frégate de classe Cheng Kung de la Marine de la république de Chine.

## Caractéristiques
Le Cheng Kung est le navire de tête de la classe Cheng Kung (virtuellement identique à la classe Oliver Hazard Perry de l'US Navy), soit un navire chargé des missions de reconnaissance et d'entraînement au combat.

## Construction
Le Cheng Kung est le premier exemplaire de la commande initiale de huit frégates de classe Cheng Kung, formalisée le 8 mai 1989.
Il a été réalisé dans un des chantiers navals de la société CSBC Corporation à partir du 7 janvier 1990, pour un lancement le 5 octobre 1991 et une mise en service le 7 mars 1993,.
Les sept premières frégates portent toutes le nom de généraux et guerriers chinois ; le Cheng Kung doit son nom à Koxinga, général du XVIIe siècle.

## Utilisation
Il est stationné sur la base navale de Zuoying.